# Флёри, Андре-Эркюль де
Андре-Эркюль де Флёри (фр. André-Hercule de Fleury; 22 июня 1653, Лодев — 29 января 1743, Париж) — французский государственный деятель, кардинал, архиепископ Экса. Воспитатель короля Людовика XV, глава его правительства (с 1726 года).

## Биография
Родился в Лодеве в семье сборщика налогов, происходившего из среды мелкопоместного дворянства. В возрасте шести лет был отправлен в Париж в иезуитский коллеж Клермон, затем в коллеж д’Аркур, где обучался философии, теологии и языкам. В 1668 году назначен каноником в Монпелье. Вступив в должность, Флёри вернулся в Париж, чтобы продолжить учёбу.
В 24 года он становится духовником супруги Людовика XIV Марии-Терезы. После смерти королевы он занимает эту же должность при короле. Будучи введён ко двору, вскоре приобрёл влиятельных друзей. С ноября 1698 возглавлял епархию Фрежюса. Когда в 1707 году во время Войны за испанское наследство герцог Савойский вступил с армией в Прованс, эта провинция, благодаря благоразумному поведению Флёри, не была разорена.
В 1715 году, чувствуя, что его здоровье в приморском городе пошатнулось, он попросил о другом назначении и получил аббатство Турню. В этом же году король в приписке к своему завещанию назначил его воспитателем своего правнука, будущего короля Людовика XV. Флёри приложил все усилия, чтобы добиться расположения своего августейшего воспитанника, который вскоре сильно к нему привязался.
В 1726 году после ссылки герцога де Бурбона и его влиятельной фаворитки маркизы де При Флёри, находясь уже в возрасте 73 лет, сделался кардиналом и фактическим правителем Франции. Принять титул первого министра он отказался. Получив воспитание у иезуитов, Флёри поощрял гонения на янсенитов. Во внешней политике старался сохранять мир, сколь бы война не была необходима. Считая союз с Англией залогом мира, всеми силами стремился к оному.
Фактический правитель Франции отличался умеренностью своего образа жизни. Он тратил свои доходы на благотворительность и был доволен своей зарплатой министра (20 000 ливров).
В 1733 году, вопреки его желанию, Франция приняла участие в войне за польское наследство, однако вместо крупномасштабной помощи своему ставленнику Версаль направил к театру военных действий лишь одну небольшую эскадру с 1500 солдатами десанта. Тем не менее, война закончилась удачно для Франции: Лотарингия отошла к изгнанному Станиславу Лещинскому, а после его смерти должна была перейти к Франции, кроме того за Бурбонами закреплялся неаполитанский престол. Одновременно Версаль вынужден был гарантировать прагматическую санкцию и признать польским королём Августа III.
В 1741 году Франция вступила в войну за австрийское наследство. В её разгар Флёри умер, не дожив полугода до 90-летнего юбилея. История знает мало примеров людей, реально управлявших одной из великих держав в таком возрасте. Похоронив кардинала, король объявил, что будет царствовать сам.
После себя, в отличие от Мазарини и Ришельё, не оставил крупного состояния. Был членом Французской академии (с 1717 года), Академии наук (с 1721 года) и Академии надписей и изящной словесности (с 1725 года).

## Художественные воплощения
- Второстепенный персонаж романов «Шевалье д’Арманталь» и «Олимпия Клевская» Александра Дюма.
- Один из персонажей романа Нины Соротокиной «Трое из навигацкой школы», экранизированного под названием «Гардемарины, вперёд!» (1987). В телефильме роль кардинала исполнил Иннокентий Смоктуновский.
- Персонаж романа В.С. Пикуля «Слово и дело».
- Во французском фильме «Людовик XV: Черное солнце» (2009) роль епископа исполнил Ален Флоре.
- В фильме «Обмен принцессами» (2017) роль епископа исполнил Дидье Соверган.